# Blatno (zámek)
Blatno je hrad přestavěný na zámek ve stejnojmenné obci v Ústeckém kraji asi 6 km severozápadně od města Chomutov. Vznikl jako komenda řádu německých rytířů, ale později byl přestavěn na barokní zámek. Po mnoha dalších úpravách v budově sídlí blatenský obecní úřad. Objekt je kulturní památkou od 23.4.2021.

## Historie

### Komenda německých rytířů
V blízkém sousedství Chomutova vybudovali němečtí rytíři svůj nový hrad v Blatně. Tím byla zřízena samostatná komenda s vlastním komturem, který podléhal pouze zemskému komturovi. První písemná zmínka o komendě pochází z roku 1402. V literatuře se tradičně uvádí rok 1344, kdy měl být komturem Oldřich Beisorfar, ale tato zpráva se k Blatnu nevztahuje. Komenda v Blatně měla věž, dvě velká a tři malá děla. Jako hrad se připomíná ještě roku 1561.
O vnitřních osudech blatenské komendy víme jen velmi málo. Z roku 1403 se však zachovala zpráva, podle které předával komendu dosavadní komtur Albrecht z Doupova Albrechtovi z Dubé. Inventář obsahoval kromě děl také hrnce střelného prachu, patnáct kusů olova, osmnáct kop střel a dvě helmice. Albrecht z Dubé býval i zemským komturem, ale roku 1404 musel odevzdat blatenskou komendu pro špatné hospodaření a byl povolán do Pruska. Ještě předtím vyjížděl z blatenské komendy k lupům jak na Chomutovsku, tak i v sousedním Sasku. Brzy se na něj sypaly žaloby ze všech stran, že na silnicích loupí, vraždí a pálí. Proto začal král Václav IV. naléhat, aby mu řád Blatno podstoupil, a skutečně již roku 1404 němečtí rytíři blatenskou komendu definitivně ztrácejí. Důvodem bylo neplacení daní. Hrad převzal královský purkrabí v Mostě. V roce 1414 byl hrad zastaven Půtovi z Ilburka, posledním zástavním držitelem byl Mikuláš II. z Lobkovic (1454). Od roku 1455 byl v dědičném držení Jana Calty z Kamenné Hory, jehož potomci obnovený hrad přestavěli do renesanční podoby.
Během husitských válek byl hrad roku 1421 pravděpodobně spolu s Chomutovem dobyt husitským vojskem a o tři roky později byl králem Zikmundem udělen za zásluhy Mikuláši Chudému z Lobkovic. V roce 1460 se zpustlý hrad uvádí jako součást chomutovského panství. V roce 1488 byl však již opraven a v následujícím období vystřídal řadu majitelů.

### Zámek
V roce 1773 otevřel lesmistr panství Červený Hrádek Jan Ignác Ehrenwert v blatenském zámku lesnickou školu, první na území Rakouska. V roce 1779 školu navštívil a ocenil císař Josef II., ale ve stejném roce škola zanikla, když byl Ehrenwert jmenován komorním lesmistrem v Praze. Od té doby v Blatně bydlel jen lesní adjunkt.
Roku 1809 získal zámek rod Buquoyů, za nichž došlo k hospodářskému rozvoji panství, ale samotný zámek se stal nevýznamným správním objektem. V sedmdesátých letech 19. století byl zámek opraven a přizpůsoben potřebám lesní správy.
Lesní revíry Blatna a okolních osad byly v roce 1929 spojeny v rámci velkostatku Blatno, který byl převeden pražskému arcibiskupství náhradou za Rožmitál pod Třemšínem. V roce 1939 získal blatenskou část velkostatku kníže Hohenlohe, ale už v roce 1945 se znovu vrátila do správy arcibiskupství. V roce 1950 se velkostatek stal součástí novodomského revíru Správy státních lesů v Červeném Hrádku a na zámku sídlila správa polesí až do roku 1978, kdy byl zámek převeden do správy obce, která ho využívala jako sídlo místního národního výboru. Dnes v něm sídlí obecní úřad a hasičská zbrojnice.

## Stavební podoba
Původní objekt byl jednodílný na lichoběžníkovém půdorysu obehnán valem a příkopem. Obvod komendy byl vymezen hradební zdí, v jejíž jižní části byl vložen palác a součásti hradby byla historicky doložená věž.. Z období po roce1483 se dochoval sklep s valenou klenbou se třemi prostorami a gotický hrotitý portál v příčce mezi střední a severní prostorou.
Za Jáchyma Ondřeje Lichtensteina byl po roce 1707 zbořen vyhořelý renesanční zámek a zbytky komendy a na jejich místě postaven dvoukřídlý barokní zámek se sálem, kaplí a obytnými místnostmi v jižním křídle a provozními prostorami v kratším křídle. Pod východním křídlem zůstaly dodnes zachovány (byť částečně zasypané) středověké sklepy a na jižní, západní a východní straně zůstal příkop. Na severní straně byly rozšířeny hospodářské budovy.
Na plánu obce z roku 1817 je zámek zakreslen jako čtyřkřídlá budova se čtvercovým dvorem, ale vzhledem k rozporu s popisem lesnické školy a dalším nejasnostem lze usuzovat, že je plán nepřesný nebo zachycuje stav obce ještě před rokem 1782. Teprve plán z roku 1848 odpovídá současnému stavu a zbytkům starších staveb.
Současnou secesní podobu získal zámek během přestavby v letech 1903–1904, kdy bylo jedno křídlo zcela zbořeno a zbylé bylo sníženo o patro.